# Острів скарбів (фільм, 2012)
«Острів скарбів» — двосерійний британський телевізійний фільм, екранізація однойменного роману Роберта Льюїса Стівенсона. Мінісеріал було виготовлено компанією British Sky Broadcasting і вперше показано на каналі Sky1 1-2 січня 2012. Сценарій написав Стюарт Гаркорт, режисером виступив Стів Беррон.

## Сюжет
Фільм оповідає історію Джима Гокінса, який, знайшовши у себе вдома піратську карту скарбів, опиняється втягнутим у авантюру, яка назаважди змінить його життя.

## У ролях
- Едді Іззард — Джон Сільвер
- Філіп Ґленістер — капітан Смоллет
- Руперт Пенрі-Джонс — Сквайр Трелоні
- Тобі Регбо — Джим Гокінс
- Деніел Мейс — доктор Лівсі
- Дональд Сазерленд — капітан Флінт
- Елайджа Вуд — Бен Ганн
- Девід Гервуд — Біллі Бонс
- Кіт Аллен — Сліпий П'ю

## Відгуки
Фільм отримав негативні відгуки від критиків. Так, Сем Волластон із The Guardian написав: «Неважливо, що у фільмі папуга Сільвера червоний, а не зелений, як у книзі. Важливо те, що весь цей барвистий, амбітний і дуже дорогий проєкт перетворився на пародію. Роберт Льюїс Стівенсон, капітан Флінт та Дейві Джонс перевертаються у труні».
Сайт WhatCulture також був категоричним: «Під час перегляду мені було анітрохи не цікаво. Я тільки те й робив, що намагався згадати усі попередні роботи акторів, яких бачив на екрані, та вгадував, скільки ж мільйонів на секунду отримали за цей фільм Елайджа Вуд та Дональд Сазерленд».